# De Encyclopedie van de Domheid
De Encyclopedie van de Domheid is een in 1999 uitgekomen boek, waarin Matthijs van Boxsel zijn definitie van de ultieme domheid weergeeft. Het is uitgegeven bij Querido's Uitgeverij. De encyclopedie is in zeventien talen, waaronder het Chinees, vertaald.
Van Boxsel studeerde in 1983 af op het boek Über die Dummheit van Robert Musil. Sindsdien heeft hij gewerkt aan zijn definitie van domheid. Door middel van lezingen en onderzoek is hij gekomen tot een encyclopedie er over. In de jaren 1980 kwam Van Boxsel al tot de uitgave van drie deeltjes over de domheid.
De definitie wordt door het hele boek heen beschreven aan de hand van tekenfilms, sprookjes, barokplafonds, verhalen over het Nederlands koningshuis, moppen en sciencefiction-verhalen. Het boek is geïllustreerd met verschillende prenten en diverse foto's.
Als aanvulling op De Encyclopedie van de Domheid verschenen Morosofie (2001), Deskundologie (2006) en De topografie van de Domheid (2021). In 2016 verscheen een selectie uit het werk van Van Boxsel; De draagbare Encyclopedie van de Domheid.